# 鹽港溪
鹽港溪，舊名鹽水港溪，位於臺灣北部新竹縣市及苗栗縣交界地區。其源頭在竹東丘陵西端之新竹縣寶山鄉新城村油車窩，先向西北流經柑仔崎、新城，轉向西流經虎頭山後進入新竹市香山區境內。經南隘、中隘後轉向西北流，並成為新竹市香山區與苗栗縣竹南鎮的交界，經崁仔腳、內湖後復入新竹市香山區境內，最終於灰窯附近注入臺灣海峽。
鹽港溪全長13.43公里，河床平均比降5.66公尺/公里。

## 鹽港溪水系主要河川
以下由下游至源頭列出水系主要河川，其中粗體字為主流河道。
- 鹽港溪：新竹市、苗栗縣、新竹縣
  - 粟仔坑溪：新竹市香山區
    - 苦仔坑溪：新竹市香山區

  - 柳子湳：新竹市香山區
  - 南隘溪：新竹市香山區